# Nunzia De Girolamo
Nunzia De Girolamo (née le 10 octobre 1975 à Bénévent) est une femme politique italienne, membre du parti Le Peuple de la liberté jusqu'au 15 novembre 2013, puis du Nouveau Centre-droit, puis de Forza Italia en 2015.

## Biographie
Nunzia De Girolamo devient ministre des Politiques agricoles, alimentaires et forestières du gouvernement Letta le 27 avril 2013. Le 28 septembre, elle présente sa démission, comme tous les ministres du PDL du gouvernement, pour protester contre la possible destitution de Silvio Berlusconi de son mandat de sénateur. Toutefois, les députés ayant renouvelé début octobre leur confiance lors d'un vote au gouvernement Letta, leurs lettres de démission sont refusées, et les ministres restent en poste. Elle quitte Le Peuple de la liberté et adhère au Nouveau Centre-droit le 15 novembre 2013. Elle démissionne le 26 janvier 2014, étant impliquée dans un présumé scandale d'influence.